# Pouláta
Pouláta, en grec moderne : Πουλάτα, est un village pittoresque et verdoyant de l'est de l'île de Céphalonie, en Grèce. 
Il est situé à 5 km au sud-ouest de Samí et à 25 km au nord-est d'Argostóli. Il est implanté à l'extrémité sud-est du mont Agía Dynatí, à une altitude moyenne de 220 mètres.
Selon le recensement de 2011, la population de Pouláta compte 142 habitants.